# The Mitchell and Webb Situation
The Mitchell and Webb Situation is een Britse sketch-comedyserie die in 2001 op Play UK werd uitgezonden. Er is één seizoen van zes afleveringen gemaakt.
Bedenkers en hoofdrolspelers zijn David Mitchell en Robert Webb die vaker samen zouden werken als Mitchell and Webb. Ook Olivia Colman, Gus Brown en Susan Earl spelen in veel sketches mee. Hoewel er geen tweede seizoen kwam, kwam er in 2003 een vervolg op de radio in de vorm van That Mitchell and Webb Sound en in 2006 op televisie in de vorm van That Mitchell and Webb Look.

## Sketches
Er zijn geen terugkerende met naam genoemde personages zoals in veel andere sketch-shows, wel zijn er terugkerende sketches. Twee sketches komen elke aflevering terug:
- Twee schrijvers proberen een script te verzinnen, maar verzinnen dingen die allang bestaan zoals religie, sprookjes en de menselijke voortplantingscyclus. Ze hebben er een discussie over en komen meestal tot de conclusie dat de manier waarop het in het echt werkt belachelijk is.
- Tijdens de aftiteling is er elke keer een scene met Mitchell and Webb als zwervers met een blikje bier en een steeds andere punchline.

Andere sketches komen terug binnen een enkele aflevering zoals:
- Een boer die tot zijn schrik ontdekt dat boeren geld verdienen met het verkopen van producten die gewoon uit de grond of van dieren afkomen, hij vertelt dat aan de kijker alsof hij een groot geheim ontdekt heeft. (aflevering 1).
- Een parodie op de film Suspicion, waarin een man zijn bedlegerige vriend probeert te vergiftigen, maar steeds eenvoudig door de mand valt (aflevering 1).
- Een man in een pub die andere mensen vraagt hun gedrag aan te passen omdat hij en zijn vrouw geen plezier hebben (aflevering 1).
- Twee man barpersoneel die geluiden imiteren zodat hun klanten denken dat er echt iets aan de hand is (aflevering 2).
- Een man is in de pub met zijn vrienden en klaagt dat hij niemand heeft om mee te praten en niets om over te praten (aflevering 3).
- Een acteur die bang is dat hij of een stuntman gewond raakt tijdens het filmen van een actiefilm (aflevering 3).
- Een jongen die zeer persoonlijke vragen aan zijn vader en oom stelt, ogenschijnlijk om ze tegen elkaar op te zetten (aflevering 4).
- Een realitykookprogramma waarin de deelnemer steeds meta-opmerkingen over het filmproces maakt (aflevering 4).
- Een man die lichtelijk vreemde objecten (een trompet, flessen drank, een radiografisch bestuurde auto en een sekspop) meeneemt naar de openbare bibliotheek (aflevering 4).
- Twee mannelijke collega's (steeds in een ander beroep) die hun zakelijke gesprekje eindigen met een kus op de wang (aflevering 5).
- Een groep pretentieuze hippie-backpackers die door Engeland reizen alsof het een exotisch land is (aflevering 5).
- Twee mannen in een pub die chique taal gebruiken om hun alcoholisme te verhullen (aflevering 5).
- Een man die een baan krijgt als eindredacteur voor pornografische scripts (aflevering 5).
- The Early 1990s House – een parodie op shows zoals The 1900 House waarin een stel uit 2001 moet leven op de wijze van de vroege jaren 90, zoals langzaam internet (aflevering 6).

Een sketch over een miskraam in een abortuskliniek werd geschrapt omdat die ongepast zou zijn, en dat de intentie misschien niet begrepen zou worden.

## Ontvangst
De show werd negatief ontvangen door Empire en DVD Times die allebei opmerkten dat het erg "hit and miss" was, waarbij meer er misses dan hits tussen zaten.